# Matara lecta
Matara lecta är en stekelart som först beskrevs av Cresson 1868.  Matara lecta ingår i släktet Matara och familjen brokparasitsteklar. Inga underarter finns listade i Catalogue of Life.